# Lago Costantino
Il lago Costantino (inizialmente denominato laghetto degli Oleandri per la presenza di tali alberi) era un lago naturale nel territorio comunale di San Luca in provincia di Reggio, in Calabria. È stato originato da una frana che la notte fra il 3 e 4 gennaio del 1973 ha ostruito il corso del Torrente Bonamico. All'origine il lago aveva una capacità di 7.000.000 di metri cubi, ma il 4 febbraio del 1973 una forte ondata di piena ne ridusse drasticamente la capacità. Il suo nome deriva dal vicino monastero (oggi in rovina) risalente al X secolo e dedicato, appunto, a San Costantino.

## Origine
Il lago aveva una lunghezza di circa 2,4 km, con circa 5 km di perimetro e una profondità massima di circa 18 metri, ogni anno i sedimenti portati dal fiume ne riducevano la profondità tanto che il lago già destinato ad interrarsi, a causa delle forti piogge è sparito, riportando il torrente al suo vecchio corso, il 22 gennaio del 2009.
Negli anni settanta alcuni ricercatori dell'università di Berlino, aiutati dalla popolazione locale (abitanti di San Luca) effettuarono studi nel sito del lago, arrivando alla conclusione che esso sarebbe scomparso già nei primi anni novanta per l'accumulo di detriti sul fondo, accumulo che, evidentemente, si è rallentato, anche se non arrestato negli anni.

## Caratteristiche
Il lago è stato riscoperto dal grande pubblico negli '80, grazie ad associazioni ambientaliste o escursionistiche, operanti in ambito locale (in particolare Accademia Kronos Calabria) che hanno cominciato ad organizzare visite del sito aperte a tutti nel periodo in cui in Italia si faceva strada, finalmente, la moda del trekking. L'inizio della vicenda risale al 1979, quando, su segnalazione di un proprio socio, l'associazione ambientalista e pacifista Kronos di Reggio si recò per la prima volta al lago. Inizialmente presero parte alle escursioni gli stranieri residenti o in visita a Reggio (per lo più provenienti dal nord Europa) ma col passare degli anni si coinvolse la popolazione della provincia. Il Club UNESCO di Reggio suggerì più volte alle autorità politiche di presentare il lago, come bene naturale in pericolo, per la lista del Patrimonio Mondiale UNESCO, benché la candidatura non venne mai inviata alla Commissione Italiana.
I sentieri più utilizzati per raggiungere il lago prevedevano il cammino lungo il letto del torrente Bonamico (scorrendo questo tutto l'anno, è impossibile chiamarlo 'fiumara') risalendolo verso l'interno (partendo dal paese di San Luca) oppure ridiscendendolo verso valle (partendo dalla località di Polsi). Esistono altre vie d'accesso 'laterali' sempre rientranti nel Sentiero Italia.
Dopo le forti piogge dell'inverno 2008/2009 il bacino si è fortemente ridotto, riempito da detriti.